# Joe Lally

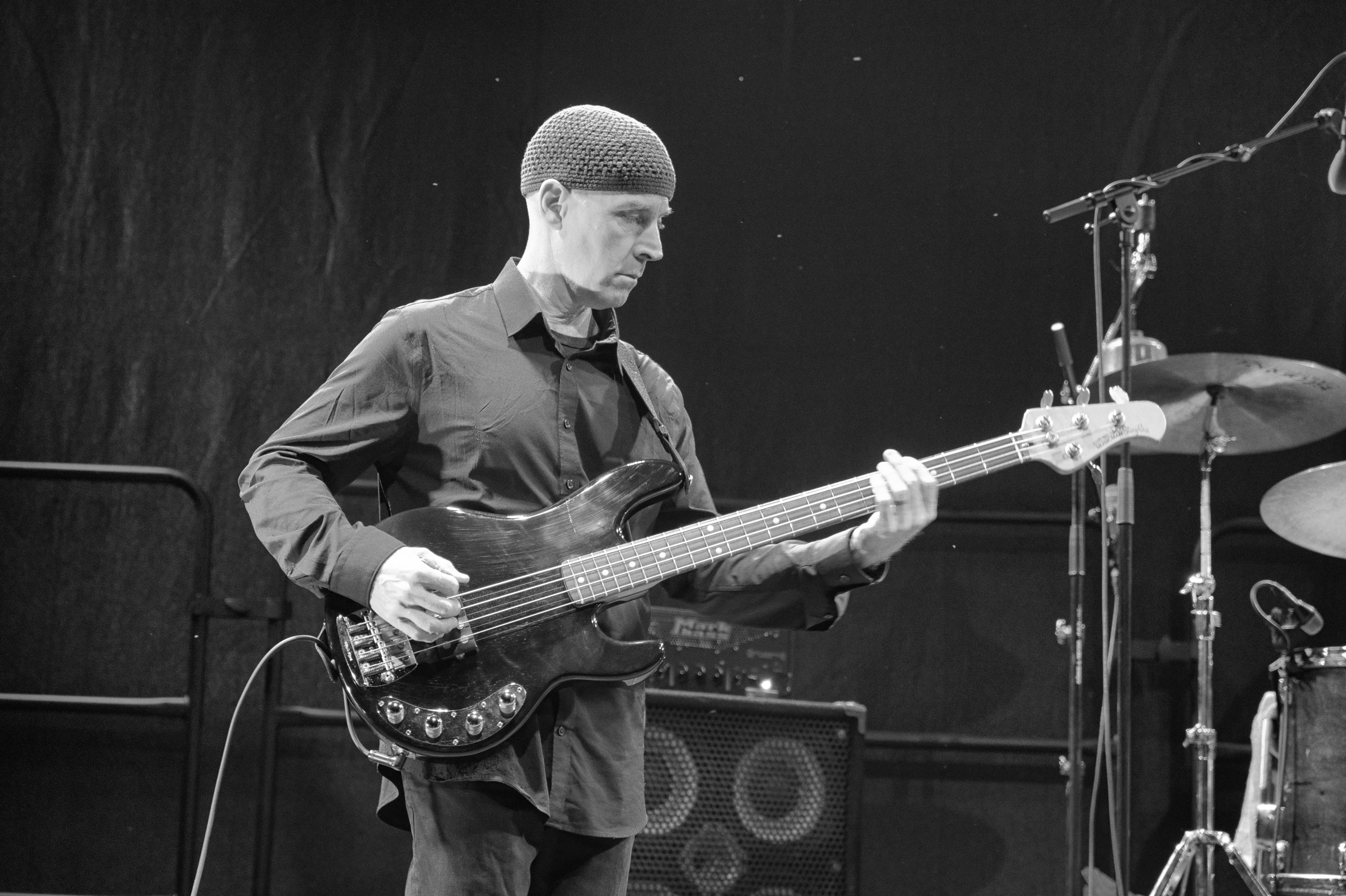
Joe Lally mit den Messthetics auf dem INNtöne Jazzfestival 2025

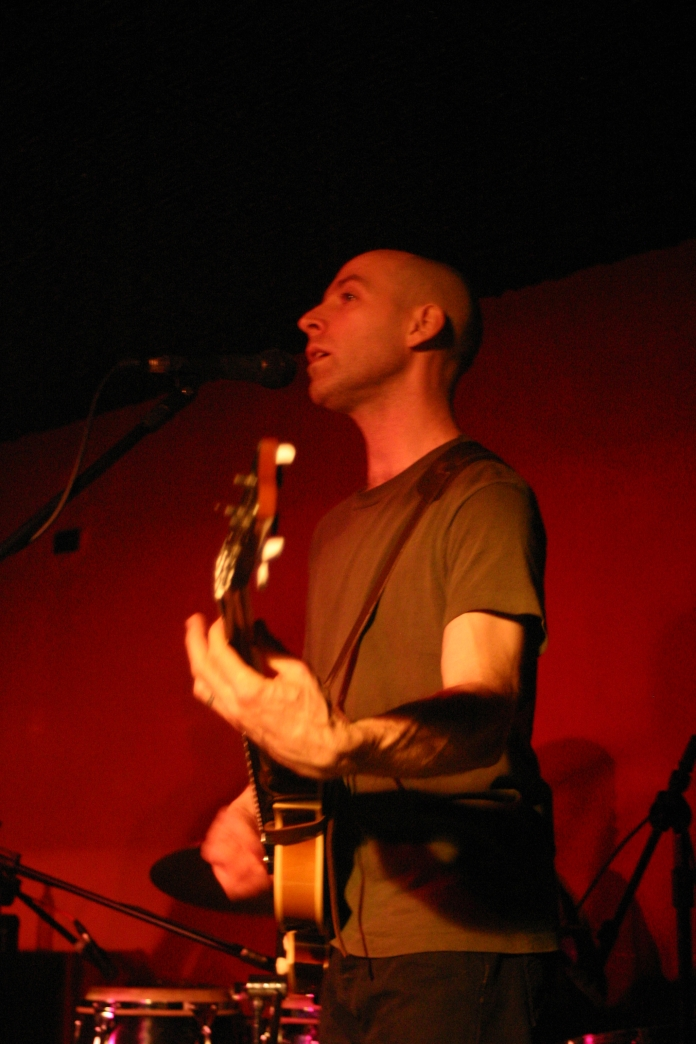
Joe Lally in Campinas, São Paulo (2008)

Joe Lally (* 3. Dezember 1963 in Silver Spring, Maryland) ist ein amerikanischer Bassist. Bekannt wurde er durch seine Arbeit mit der Band Fugazi. 
2002 trat er der Band The Black Sea der beiden Musiker Shelby Cinca und Jason Hamacher bei. Diese benannten sich später jedoch um in Decahedron und veröffentlichten eine EP und ein Album. Danach trat Lally wieder aus der Band aus. 2004 gründete er zusammen mit John Frusciante und Josh Klinghoffer die Band Ataxia. Man veröffentlichte die zwei Alben Automatic Writing (2004) und AW II (2007).
2006 spielte er Soloshows an amerikanischen Schulen und veröffentlichte sein erstes Soloalbum There To Here. 2007 tourte er mit der Band Capillary Action durch die USA. Im selben Jahr veröffentlichte er sein zweites Soloalbum, Nothing Is Underrated.
2011 tourte er durch Italien, Frankreich und die Schweiz und veröffentlichte am 26. April selbigen Jahres sein drittes Album Why Should I Get Used to It.
Mit James Brandon Lewis, Anthony Pirog und Brandon Canty bildet er The Messthetics and James Brandon Lewis.